# Act of Depression
Act of Depression (en español: Acto de Depresión) es el álbum debut de death metal cristiano, escrito y producido por la banda Underoath. El álbum fue lanzado el 4 de julio de 1999 bajo la discográfica Takehold Records. El álbum quedó fuera de producción. La banda solo produjo 2000 copias de este álbum. Las letras del álbum tratan sobre la creencia del cristianismo en la banda, abarcando temas sociales como abusos a menores, embarazos indeseados y actitudes depresivas, entre otros.
En relación con el estilo musical, el disco es considerado uno de los álbumes de metalcore más pesados de la década de los años 1990, y pese a tener un sonido más básico que Cries of the Past, es considerado también un disco pionero en el deathcore por ser uno de los primeros en combinar agudos gritos con profundos guturales, una fórmula que se haría común en la siguiente década.

## Lista de canciones
1. «Heart of Stone» – 5:49
2. «A Love So Pure» – 10:39
3. «Burden in Your Hands» – 6:27
4. «Innocence Stole» – 6:34
5. «Act Of Depression» – 10:23
6. «Watch Me Die» - 6:56
7. «Spirit of a Living God» (pista oculta) – 9:07

## Personal
- Dallas Taylor – voces
- Corey Steger – guitarras, voces, coros
- Octavio Fernández – bajo
- Aaron Gillespie – batería, percusión, coros, voces (en Spirit Of The Living God)
- James Paul Wisner – producción